# ちょっと素直にどんぶり感情
『ちょっと素直にどんぶり感情』は2005年8月26日にういんどみるより発売された18禁恋愛アドベンチャーゲームである。ういんどみるオフィシャルダウンロードストアよりダウンロード版が販売されている。

## ストーリー
（出典：）
主人公・武藤正太郎は、神代珠美が大家を務めるマンションに住んでいた。ある日突然、彼の元に1人の女の子が押しかけてくる。その女の子・牧村みのりは、正太郎がまだがまだ実家に住んでいたときに実の妹のように可愛がっていた娘だった。実は彼女は幼い頃から正太郎のことが好きで、将来は彼のお嫁さんになるのが夢だった。みのりは大好きな正太郎のためなら何でもしたいと申し出る。さらにはみのりの妹である牧村雪音も押しかけてきて、状況はさらに複雑になっていく。

## 登場人物
武藤 正太郎（むとう しょうたろう）
本作の主人公。進学のために、珠美が管理人を務めるマンションで一人暮らしをしている。
牧村 みのり（まきむら みのり）
声 - 本山美奈
身長：158cm 体重：44kg
B/W/H 82(C)/57/78
牧村家の長女であり、正太郎の幼なじみ。正太郎が実家にいたころ、実の妹のように可愛がっていた。容姿端麗で穏やかな性格をしているが、家事全般は駄目という欠点がある。正太郎に対して強い恋心を抱いている。
牧村 雪音（まきむら ゆきね）
声 - 木村あやか
身長：156cm 体重：39kg
B/W/H 79(C)/52/76
牧村家の次女。家を飛び出した姉を心配して正太郎のマンションへ押しかける。姉のことが大好きで、レズ気味なところがある。姉の周りにいる人間には敵意をむき出しにする。かわいい服装が好みであり、その趣味がエスカレートした結果、コスプレ好きとなってしまった。
神代 珠美（かみしろ たまみ）
声 - 北都南
身長：136cm 体重：40kg
B/W/H 89(F)/48/74
正太郎の住むマンションの管理人。若々しい容姿をしているが、2人の娘を持つ未亡人である。136cmとかなり小柄な体格であるが、Fカップの胸を持つ。現在正太郎に惚れていて、猛烈にアタック中である。
神代 ことり（かみしろ ことり）
声 - 風華
身長：144cm 体重：36kg
B/W/H 70(A)/46/74
神代家の長女。人見知りが激しいが、正太郎には懐いている。学業成績は優秀だが、耳年増な性格をしていて、エッチなことに興味を持っている。妄想癖があり、ことあるごとにエッチな妄想を始めてしまい、意識が遠のいてしまう。
神代 ヒナ（かみしろ ひな）
声 - 水瀬雫
身長：140cm 体重：34kg
B/W/H 69(A)/45/70
神代家の次女。好奇心が旺盛で、いたずら好きの女の子。勝ち気な性格であり、正太郎のことを「どれーいちごう」と呼んでいる。しかし、優しく扱われるとすぐに照れてしまう。エッチに関する知識はほとんどない。

## 関連商品
ちょっと素直にどんぶり感情
本作の小説版。ういんどみる原作、村上早紀著。2006年2月発行。ISBN 4894907895